# Candida (famiglia)
La famiglia Candida è stata una famiglia nobile italiana di Napoli.

## Storia

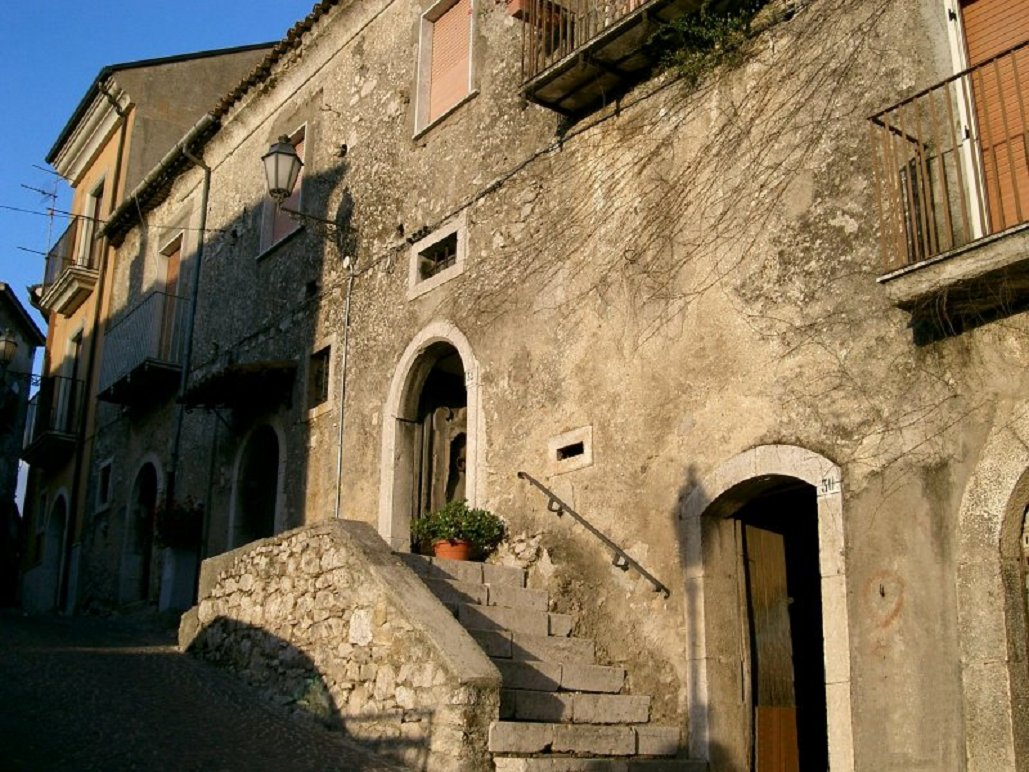
Ingresso al castello di Candida

### Candida
Fu una diramazione della nobile casata dei Filangieri ed ebbe come capostipite Alduino Filangieri (XIII secolo), signore di Candida, da cui il cognome della famiglia.
La famiglia si divise in diversi rami: Benevento, Cremona, Lucera, Molfetta, Napoli e Nola. Il ramo di Napoli, per essere succeduto al duca di Mantova Ferdinando Carlo Gonzaga (1652-1708), aggiunse il cognome Gonzaga al proprio.

### Candida Gonzaga
Il conte Antonio Candida nel 1832 ottenne dal marchese di Vescovato Francesco Luigi Gonzaga (1763-1832), ultimo signore titolare di Vescovato, di aggiungere al proprio cognome quello della nobile casata dei Gonzaga.

## Membri principali

### Candida
- Alduino Filangieri di Candida († 1283), 1º signore di Candida;
- Riccardo Filangieri di Candida († 1321), figlio del precedente, divenendo 2º signore di Candida;
- Pietro Candida (1335-?), segretario di papa Callisto III e del re Alfonso V d'Aragona;
- Nicolò Candida (XV secolo), uomo d'armi del re Alfonso V d'Aragona nel 1442[5];
- Andrea Candida († 1459), cavaliere gerosolimitano[5];
- Luca Candida (XV secolo), cavaliere gerosolimitano[6];
- Giovanni Candida († 1510), vescovo di Bovino nel 1477[7];
- Giovanni Candida (1506-?), segretario del re di Napoli[8];
- Carlo Candida (1762-1845), militare e Balì di Gran Croce del Sovrano Militare Ordine di Malta[9];
- Berardo Candida (1790-?).

### Candida Gonzaga
- Antonio Candida Gonzaga (1814-1874), cavaliere dell'Ordine di Malta[4];
- Berardo Candida Gonzaga (1845-1920), figlio del precedente, genealogista;
- Riccardo Candida Gonzaga (1882-1959), figlio di Berardo, direttore dell'Archivio di Stato di Napoli.